# Tritonicula wellsi
Tritonicula wellsi (Er. Marcus, 1961) è un mollusco nudibranchio della famiglia Tritoniidae.